# XENO (カードゲーム)
XENO（ゼノ）は、2019年10月に発売された中田敦彦がラブレターを元に考案したカードゲーム。ラブレター考案者・カナイセイジ公認のもと制作された。
皇帝の圧政に苦しむ国を舞台とした重厚なストーリーが設定されている。本作を題材とするゲーム番組やテーマソングも制作されている。効果・ルールはルールカードの裏面にあるQRコードを読み取り、専用サイトで確認する形式。

## プレイ方法
人数は、2 - 4人で行う。キャラクターのイラストと数字が描かれた専用のカード全10種類18枚を使用する。
まず各人が1枚の手札を保持し、さらに1枚をゲームから裏向きで除外して残りを山札とする。この除外したカードは、英雄の転生する時のみに使用する「転生札」である（詳細はカードの種類・効果参照）。
手番が来たら山札より1枚カードを引き手札を2枚にする。次に2枚の手札のうちいずれかを選び（手札によっては選べないことも）自分の捨て札とする。この捨てる行為のみを使用とし、他の捨てる行為は使用ではないものとする。使用したカードが持つ効果を処理をしたら手番終了となり、次のプレイヤーに手番が回る。これを山札が無くなるまで繰り返し、最終的に一番数字の大きいカードを持っているプレイヤー、もしくは最後まで生き残ったプレイヤーが勝者となる。カードの効果で他のプレイヤーもしくは自分がゲームから脱落することがある。脱落したプレイヤーは手札を全て捨て札とする。全員脱落する可能性もあり、その場合は引き分け（DRAW）となる。

## カードの種類・効果
少年：革命
強さ：1　枚数：2
このカードが場に出ていない状態で使用しても何も起こらない。既にこのカードが1枚場に出ている状態で2枚目が使用された場合、他プレイヤー1人を指名する。そのプレイヤーは新たに山札から1枚カードを引き、2枚の手札を公開する。使用したプレイヤーはそのうち1枚を選択し、捨て札にする。この時カードを捨てる行為は使用ではないので使用によるカードの効果は発動しない。この効果は「皇帝」の公開処刑と同じだが、このカードの効果で「英雄」を公開処刑した場合は「皇帝」のように脱落させることができず、転生の処理を行う。
山札が0枚の時に2枚目の「少年」が使用された場合は、効果を発動せずゲームを終了する。
兵士：捜査
強さ：2　枚数：2
このカードを使用した時、他プレイヤー1人とカードの種類1つを指定する。そのプレイヤーの手札が指定したカードの種類と一致していた場合、そのプレイヤーは脱落する。ただし、「英雄」を当てた場合は、当てられたプレイヤーは敗北せず、転生の処理を行う。
占師：透視
強さ：3　枚数：2
このカードを使用した時、他プレイヤー1人を指名する。そのプレイヤーの手札を見ることができる。
乙女：守護
強さ：4　枚数：2
このカードを使用した時、次の自分の手番になるまで他プレイヤーのカードの使用による効果を受けない。他プレイヤーは「乙女」を出したプレイヤーを使用したカードの効果の対象とすることはできるが、効果そのものは発動しなくなる。
死神：疫病
強さ：5　枚数：2
このカードを使用した時、他プレイヤー1人を指名する。そのプレイヤーは新たに山札から1枚カードを引き、元の手札とシャッフルし、使用したプレイヤーが裏向きの状態でどちらを残してどちらを捨て札にするか決める。捨てた（残った）札が元々持っていた手札なのか山札から引いた札なのかは公表しない。カードを捨てる行為は使用ではないので、使用によるカードの効果は発動しない。ただし、「英雄」の転生は発動し、もう１枚も捨て札にしてから転生札を手札に加える。
山札が0枚の時にこのカードが使用された場合は、効果を発動せずゲームを終了する。
貴族：対決
強さ：6　枚数：2
プレイヤーを指名し、そのプレイヤーと自分の手札を確認し合った後、強さが相手より高くなかったプレイヤーは脱落する（つまり2人とも同じ強さだった場合はどちらも脱落する）。残りプレイヤーが2人だけの状態で2人とも脱落した場合はそのゲームは勝者なし（DRAW）となる。
賢者：選択
強さ：7　枚数：2
このカードを使用したプレイヤーは、次の自分の手番で山札からカードを引く際、3枚引いてその中から好きな1枚を選ぶ。選ばれなかった2枚は山札に戻り、選んだプレイヤーの前のプレイヤーが山札をシャッフルする。その後、元の手札と引いたカードの中から選んだ札のうちのどちらかを使用する。山札の残りが2枚以下の場合は、あるだけ引いた上で好きな1枚を選び残りは山札に戻る。転生札を引く事はできない。
精霊：交換
強さ：8　枚数：2
このカードを使用した時、他プレイヤー1人を指名する。そのプレイヤーと自分の手札を交換する。
皇帝：公開処刑
強さ：9　枚数：1
このカードを使用した時、他プレイヤー1人を指名する。そのプレイヤーは新たに山札から1枚カードを引き、2枚の手札を公開する。使用したプレイヤーはそのうち1枚を選択し、捨て札にする。カードを捨てる行為は使用ではないので、使用によるカードの効果は発動しない。「死神」と似ているが、対象プレイヤーの手札が全プレイヤーに公開され、どちらを捨て札にするかはランダムではなく使用者が選べる。
また、「英雄」を公開処刑した場合、「英雄」が元の手札だったか山札から引いた札であったかに関係なく、転生できずに脱落となる。
山札が0枚の時にこのカードが使用された場合は、効果を発動せずゲームを終了する。
英雄：潜伏・転生
強さ：10　枚数：1
このカードは使用することはできない。
「兵士」で当てられた場合や「少年」（2回目）もしくは「死神」の効果で選択された場合、持っている手札を全て捨てて転生札を手札に加えて復活する。ゲーム中、転生札が使用されるのはこの局面のみである。「皇帝」の公開処刑で、捨て札になった場合は、転生が行えず脱落する。

## ラブレターとの関係性
強さは1 - 10に幅が広げられ、枚数バランスが変わっており、効果も一部変更されている。効果はラブレターよりも途中脱落や運要素を少なめにし、読み合いの比率を高くさせるようなバランスとなっている。
| ラブレター   | XENO | ラブレターとXENOでの違い |
| ------------ | ---- | --- |
| 兵士         | 兵士 | - ラブレターでは同じ「兵士」をカードの種類として指定することはできないが、XENOでは同じ「兵士」を指定しても良く、その場合でも当てられたプレイヤーは脱落する |
| 道化         | 占師 | |
| 騎士         | 貴族 | - ラブレターでは強さが同じだった場合どちらも脱落しないが、XENOではどちらも脱落するため、ラブレターでは絶対に発生しない全員脱落がXENOでは有り得る |
| 僧侶         | 乙女 | |
| 魔術師       | 死神 | - ラブレターでは自分を対象プレイヤーにすることもできるが、XENOでは自分を対象プレイヤーにすることはできない - ラブレターでは必ず手札が変わるのに対し、XENOでは半分の確率で手札が変わらない - ラブレターでは山札が0枚の時に使用された場合はゲーム開始前に裏向きで除外したカードを新たな手札とするが、XENOの場合除外したカードは「英雄」の転生以外では一切使われないことになっているので、山札が0枚の時にこのカードが使用された場合は効果が発動せずゲームが終わる |
| 魔術師       | 皇帝 | - 「死神」ではどちらを捨て札にするかはランダムで捨て札にならなかったカードは公開されないが、「皇帝」では対象プレイヤーの手札2枚をプレイヤー全員に公開した上で使用者がどちらを捨て札にするか決められる - 「英雄」を捨て札にした場合はそのプレイヤーは転生できずに脱落となる - その他は「死神」と同様 |
| 魔術師       | 少年 | - 1枚場に出ている状態で使用されないと効果が発動されない - 「皇帝」で「英雄」を捨て札にした場合はそのプレイヤーは転生できずに脱落となるが、「少年」で「英雄」を捨て札にした場合はそのプレイヤーは転生札で転生する - その他は「皇帝」と同様 |
| 将軍         | 精霊 | |
| 姫           | 英雄 | |
| 王子         | 英雄 | |
| 姫(眼鏡)     | 英雄 | - ラブレターでは脱落の仕方に関係なく復活できるが、XENOでは「皇帝」の効果で捨て札になった場合は転生できずに脱落となる - ラブレターでは基本的には山札のカードで復活するが、XENOでは山札の有無に関わらず転生札で転生する |
| 伯爵夫人     | 英雄 | - ラブレターでは最後まで持っていたら負けだが、XENOでは最後まで持っていたら勝ちである |
| 大臣         | ―    | |
| 女侯爵       | ―    | |
| 姫(ショート) | ―    | |
| 王           | ―    | |
| ―            | 賢者 | |

## ゲーム番組
『XENO』（ゼノ）は、2019年12月26日よりYouTubeで配信されている中田敦彦によるゲームバラエティ番組である。

### 出演者
- 中田敦彦（オリエンタルラジオ・RADIO FISH） - 支配人
- 藤森慎吾（オリエンタルラジオ・RADIO FISH） - 第8回より出演。

### 配信日程
| #      | 配信日   | 対戦相手    | 動画             |
| 2019年 | 2019年   | 2019年      | 2019年           |
| ------ | -------- | ----------- | ---------------- |
| 1      | 12月26日 | DaiGo◎      | 異能の心眼       |
| 1      | 12月27日 | DaiGo◎      | 原点にして頂点   |
| 2020年 |          |             |                  |
| 2      | 02月11日 | ヒカル◎     | 強運のカリスマ   |
| 2      | 02月12日 | ヒカル◎     | 嘘という光       |
| 3      | 02月24日 | 堀江貴文◎   | 戯れる鬼         |
| 3      | 02月25日 | 堀江貴文◎   | 逝ってらっしゃい |
| 4      | 03月20日 | 伊沢拓司◎   | 完璧な挑戦者     |
| 4      | 03月21日 | 伊沢拓司◎   | 芸術の領域       |
| 5      | 04月02日 | 宮迫博之◎   | 降りしきる雨     |
| 5      | 04月03日 | 宮迫博之◎   | 白か黒かもしくは |
| 6      | 04月16日 | 田口淳之介◎ | 立ち上がる貴族   |
| 6      | 04月17日 | 田口淳之介◎ | 真実の顔         |
| 7      | 10月10日 | GACKT◎      | 月夜の魔王       |
| 7      | 10月10日 | GACKT◎      | 後編             |
| 2021年 |          |             |                  |
| 8      | 08月15日 | 山本舞香◇   | 黙示録、再び     |
| 8      | 08月15日 | 山本舞香◇   | 嗤う嘘喰い       |

### 特殊ルール
第6回目の田口淳之介との対戦において、貴族の1枚目を使用した場合は、「お互いの手札を見せ合う」だけとするルールが採用され「対面」と名付けられた。

### スタッフ
- 企画演出：中田敦彦
- 撮影：松井雄志、田村耕太
- 編集：川崎剛史
- MA：永田裕之
- ディレクター：北住建司
- 制作スタッフ：玉城亮

## テーマソング「XENO」
「XENO」（ゼノ）は、日本の歌手・寺田有希の楽曲。2019年12月27日にNIRVA Recordsから配信された。カードゲーム「XENO」の公式テーマソングとなっている。